# Гулиев, Руфат (футболист)
Руфат Гулиев (азерб. Rüfət Quliyev; 4 декабря 1972) — азербайджанский футболист, полузащитник, тренер. Выступал за сборную Азербайджана.

## Биография
С 1992 года начал выступать в высшей лиге Азербайджана за клуб «Туран» (Товуз). В его составе провёл четыре сезона, за это время становился чемпионом (1993/94), серебряным (1994/95) и бронзовым (1992, 1993) призёром чемпионата страны. В 1995 году перешёл в «Хазри Бузовна» (Баку), с этим клубом был серебряным (1995/96) и бронзовым (1996/97) призёром чемпионата, финалистом Кубка Азербайджана (1996/97). Затем играл за «Карабах» (Агдам) и бакинские «Бакылы», «Шафа», «АНС Пивани», но ни с одним из этих клубов не попадал в призовую тройку.
С 2000 года в течение четырёх сезонов выступал в Иране за клубы «Эстегляль» и «Санат Нафт». В составе «Эстегляля» был чемпионом (2000/01), серебряным призёром (2001/02) чемпионата Ирана, обладателем Кубка Ирана (2001/02). В конце карьеры вернулся на родину и провёл один сезон за «Туран» (Товуз).
В национальной сборной Азербайджана дебютировал 1 марта 1997 года в товарищеском матче против Эстонии. В течение двух лет был игроком стартового состава сборной, однако к весне 1999 года потерял место в составе и затем почти два года не играл за команду. В 2001 году вернулся в состав, но как правило выходил на замены. Всего в 1997—2002 годах провёл 27 матчей за сборную.
В 2010-е годы несколько лет тренировал клуб первого дивизиона Азербайджана «Ахсу», приводил его к победе в турнире. Принимал участие в матчах ветеранов.
В сентябре 2024 года Гулиев присоединился к клубу «Бюлис». Он работал помощником главного тренера основной команды, а также главным тренером резервной команды клуба и команды U-19. В октябре 2024 года он объявил о своем уходе из «Бюлис».